# David López
David López García, född 13 maj 1981 i Bilbao, är en professionell spansk tävlingscyklist. Han blev professionell med Café Baqué 2003. Sedan 2007 tävlar spanjoren för UCI ProTour-stallet Caisse d'Epargne.

## Karriär
David López García blev professionell med Café Baqué inför säsongen 2003. Han cyklade med stallet fram till 2004 utan stora resultat och säsongen därpå blev han kontrakterad av det baskiska stallet Euskaltel-Euskadi. Under säsongen 2005 körde han både Giro d'Italia 2005 och Vuelta a España 2005.
Under säsongen 2006 körde han Giro d'Italia 2006 och Tour de France 2006. David López Garcías bästa resultat i Giro d'Italia var en fjärde plats på etapp 18, där han slutade bakom Stefan Schumacher, Marzio Bruseghin och José Ivan Gutierrez.
Säsongen 2007 började på ett bra sätt när han slutade trea på etapp 4 av Paris-Nice bakom Alberto Contador och Davide Rebellin. Han slutade också tvåa på etapp 7 av tävlingen bakom Contador. Senare på säsongen, i augusti, slutade han tvåa på Subida a Urkiola bakom José Angel Gomez Marchante. På Tyskland runt vann David López etapp 5 framför Jens Voigt och Robert Gesink, under tävlingen slutade han också trea på etapp 4 och det var på en tredje placering som han avslutade tävlingen bakom Jens Voigt och Levi Leipheimer. I Tyskland runts bergspristävlingen slutade spanjoren på en andra plats bakom den nederländska cyklisten Niki Terpstra. I Vuelta a España 2007 slutade David López på en 14:e plats i slutställningen. På etapp 16 av Vuelta a España slutade spanjoren på en åttonde plats bakom Leonardo Fabio Duque, Aleksandr Kolobnev, Joan Horrach, Koldo Fernandez de Larrea, Leonardo Bertagnolli, Javier Mejias och Sébastien Minard.
I Tour de France 2008 slutade David López på en 51:a plats, men hade ingen bra säsong. 
Under säsongen 2009 slutade spanjoren på åttonde plats i GP Cholet-Pays de Loire bakom Juan José Haedo, Jimmy Casper, Alexandre Pichot, Kevyn Ista, Matteo Carrara, Julien Mazet och Steven Tronet. En månad senare slutade han sjua på etapp 5 av Baskien runt bakom Marco Pinotti, Ben Swift, Francesco Gavazzi, Christian Knees, Johannes Fröhlinger och Vladimir Jefimkin. I maj slutade han trea på Subida al Naranco.